# The Dead Zone (serie televisiva)
The Dead Zone è una serie televisiva statunitense prodotta dal 2002 al 2007.
La serie, di genere fantastico, è ispirata al romanzo La zona morta di Stephen King, e vede protagonista Anthony Michael Hall nei panni di Johnny Smith, un insegnante che, dopo essersi risvegliato da un profondo coma, incomincia ad avere delle visioni di eventi passati e futuri.
La serie è stata trasmessa in prima visione negli Stati Uniti dal canale via cavo USA Network a partire dal 16 giugno 2002. In Italia la serie è stata trasmessa in prima visione da Rai 2 dall'8 dicembre 2003; dal 2008 è stata trasmessa anche sul satellite da Fox e FX, e sul digitale terrestre da Rai 4.

## Trama
Johnny Smith, insegnante di una piccola città, è coinvolto in un incidente in macchina che lo lascia in coma per sei anni. Dopo essere ritornato cosciente, Johnny comincia ad avere visioni del futuro e del passato toccando oggetti o persone: i dottori attribuiscono le visioni all'attività in una precedentemente "zona morta" (dead zone) del suo cervello, che ora cerca di compensare la parte accidentata dall'incidente. Johnny scopre anche che la sua (oramai ex) fidanzata, Sarah, ha avuto un figlio nel periodo successivo all'incidente, e si è sposata con un altro uomo.
Con l'aiuto di Sarah, di suo marito Walt (lo sceriffo della città) e del suo terapista Bruce, Johnny comincia ad usare le sue abilità per aiutare la polizia nella risoluzione di crimini. Nel frattempo la sua vita si complica a causa delle visioni intermittenti di un'apocalisse connessa alla futura elezione al Congresso del candidato Greg Stillson.

## Episodi
| Stagione         | Episodi | Prima TV originale | Prima TV Italia |
| ---------------- | ------- | ------------------ | --------------- |
| Prima stagione   | 13      | 2002               | 2003            |
| Seconda stagione | 19      | 2003               | 2004            |
| Terza stagione   | 12      | 2004               | 2006-2007       |
| Quarta stagione  | 12      | 2005               | 2007            |
| Quinta stagione  | 11      | 2006               | 2008            |
| Sesta stagione   | 13      | 2007               | 2009            |

## Personaggi e interpreti

### Personaggi principali
- Johnny Smith (stagioni 1-6), interpretato da Anthony Michael Hall, doppiato da Fabio Boccanera.
- Sarah Bracknell-Bannerman (stagioni 1-6), interpretata da Nicole de Boer, doppiata da Beatrice Margiotti.
- Sceriffo Walt Bannerman (stagioni 1-5), interpretato da Chris Bruno, doppiato da Andrea Ward.
- Bruce Lewis (stagioni 1-5), interpretato da John L. Adams, doppiato da Saverio Indrio.

### Personaggi secondari
- John "Johnny" 'JJ' Bannerman-Smith (stagioni 1-6), interpretato da Spencer Achtymichuk (stagioni 1-5), e da Connor Price (stagione 6).
- Reverendo Gene Purdy (stagioni 1-6), interpretato da David Ogden Stiers.
- Vice Sceriffo Roscoe (stagioni 1-5), interpretato da Bill Mondy.
- Greg Stillson (stagioni 1-6), interpretato da Sean Patrick Flanery.
- Dana Bright (stagioni 1-2, 5), interpretata da Kristen Dalton.
- Kate (stagioni 2–6), interpretata da Johanna Olson.
- Christopher Wey (stagioni 2-3), interpretato da Frank Whaley.
- Rebecca Caldwell (stagioni 3-4), interpretata da Sarah Wynter.
- Alexandra "Alex" Sinclair (stagioni 4, 6), interpretata da Jennifer Finnigan.
- Sceriffo Anna Turner (stagione 6), interpretata da Cara Buono.

### Altri personaggi
- James Stillson (stagioni 1-4), interpretato da Gary Chalk.
- Malcolm Janus (stagioni 4-6), interpretato da Martin Donovan.
- Miranda Ellis (stagioni 4-5), interpretata da Laura Harris.